# John Lee-Thompson
John Lee-Thompson (Bristol, Anglaterra, 1 d'agost de 1914 − Sooke, Canadà, 30 d'agost de 2002) més conegut com a J. Lee Thompson, va ser un director de cinema anglès.

## Biografia
Thompson va néixer a Bristol en una família del teatre. Després d'estudiar a Dover College, va aparèixer breument a l'escenari i va escriure obres de crims en el seu temps lliure. Thompson va rebre crítiques quan la seva obra Double Error va ser posada a l'escenari en el West End de Londres el 1935, i arran de la qual el van contractar com a guionista per a British International Pictures, que havia comprat els drets de l'obra de les pel·lícula. Durant aquesta restricció inicial de BIP, Thompson va fer la seva única aparició en el cinema a Midshipman Easy  (1935) i ha treballat com a entrenador de diàlegs per a Jamaica Inn d'Alfred Hitchcock.
Durant la Segona Guerra Mundial va servir com a artiller i operador de ràdio per a la Royal Air Force. Va tornar com a guionista a l'Associated British Picture Corporation, successora de la BIP, el 1950. Aquell any, a Thompson li van donar la seva primera oportunitat en la direcció d'una pel·lícula, Murder Without Crime.
Murder Without Crime va ser ignorada en la seva estrena. La primera pel·lícula reeixida de Thompson era una que va dirigir i que va coescriure, The Yellow Balloon (estrenada el 1953), és la història d'un nen a qui li fan xantatge. The Weak and the Wicked  (1954), retrata la vida de les dones a la presó i es basa en les memòries de Joan Henry, que va esdevenir primera dona de Thompson.
Thompson va guanyar una reputació a la Gran Bretanya pels drames socials valents, a més de comèdies i de musicals ocasionals. També va ser conegut per col·laborar amb els millors actors britànics. Després de les comèdies  For Better, For Worse (1954) protagonitzada per Dirk Bogarde, As Long as They re Happy  (1955), i An Alligator Named Daisy (1955), va tornar al tema de presoneres a Yield to the Night  (1956), un poderós conte antipena capital amb Diana Dors. A finals de la dècada de 1950 van continuar les obres ultrarrealistes de Thompson, centrant-se en les situacions difícils del ciutadà britànic mitjà. Woman in a Dressing Gown  (1957), amb Yvonne Mitchell, Anthony Quayle, i Sylvia Syms, tracta de l'ensorrament d'un matrimoni de 20 anys. The Good Companions (1957) en dona una severa vista semimusical del món teatral.
El període més dur de Thompson va ser indubtablement 1958-60, durant el qual va fer Ice-Cold in Alexh (1958), North West Frontier (1959), No Trees in the Street (1959), Tiger Bay (1959), i I Aim at the Stars  (1960). Ice-Cold in Alex , la història d'una unitat de l'exèrcit britànic de rastreig per Àfrica del Nord en la Segona Guerra Mundial, va ser un gran èxit amb John Mills, Sylvia Syms, Anthony Quayle, i Harry Andrews; va guanyar tres premis BAFTA, entre els quals el de millor pel·lícula britànica. Thompson salta a la fama internacional amb Els canons de Navarone per un reemplaçament d'última hora del director Alexander Mackendrick.
Els canons de Navarone, una èpica pel·lícula sobre la Segona Guerra Mundial filmada a Rodes, Grècia, va ser nominada per a set Oscars incloent-hi el de millor Director per a Thompson.
L'èxit de la pel·lícula li va permetre la seva entrada a Hollywood, on va dirigir Cape Fear un thriller psicològic amb Gregory Peck, Robert Mitchum, Polly Bergen, i Lori Martin. Basada en una novel·la titulada The Executioners de John D. MacDonald, Cape Fear mostra audaçment com un delinqüent sexual pot manipular el sistema de justícia i terroritzar tota una família. Molt discutida en el seu temps, la pel·lícula va ser tallada tant en els Estats Units com a la Gran Bretanya.

## Filmografia

### com a director
- 1950: Murder Without Crime
- 1953: The Yellow Balloon
- 1954: The Weak and the Wicked
- 1954: For Better, for Worse
- 1955: Un caiman anomenat Daisy (An Alligator Named Daisy)
- 1955: As Long as They're Happy
- 1956: Yield to the Night
- 1957: The Good Companions
- 1957: Woman in a Dressing Gown
- 1958: No Trees in the Street
- 1958: Ice-Cold in Alex
- 1959: L'Índia en flames (North West Frontier)
- 1959: La badia del tigre (Tiger Bay)
- 1960: Wernher von Braun
- 1961: Els canons de Navarone (The Guns of Navarone)
- 1962: Cape Fear
- 1962: Taras Bulba
- 1963: Els reis del sol (Kings of the Sun)
- 1964: What a Way to Go!
- 1965: John Goldfarb, Please Come Home
- 1965: Return from the Ashes, adaptació de la novel·la Le Retour des cendres, d'Hubert Monteilhet
- 1966: Eye of the Devil
- 1969: L'or d'en Mackenna (Mackenna's Gold)
- 1969: Before Winter Comes
- 1969: The Chairman
- 1970: Country Dance
- 1972: Conquest of the Planet of the Apes
- 1972: A Great American Tragedy (TV)
- 1973: Battle for the Planet of the Apes
- 1974: Huckleberry Finn
- 1975: The Reincarnation of Peter Proud
- 1975: The Blue Knight (TV)
- 1976: Widow (TV)
- 1976: El temerari Ives (St. Ives)
- 1977: The White Buffalo
- 1978: The Greek Tycoon
- 1979: Pas perillós (The Passage)
- 1980: Cabo Blanco
- 1981: Aniversari mortal (Happy Birthday to Me)
- 1981: Code Red (TV)
- 1983: Poc abans de mitjanit (10 to Midnight)
- 1984: The Evil That Men Do
- 1984: The Ambassador
- 1985: Les mines del rei Salomó (King Solomon's Mines)
- 1986: Murphy's Law
- 1986: Firewalker
- 1987: Jo sóc la justícia 2 (Death Wish 4: The Crackdown)
- 1988: Messenger of Death
- 1989: Kinjite: Forbidden Subjects

### Guionista
- 1937: The Price of Folly
- 1940: The Middle Watch
- 1941: East of Piccadilly
- 1950: No Place for Jennifer
- 1953: The Weak and the Wicked
- 1953: The Yellow Balloon
- 1954: For Better, for Worse
- 1986: Future Hunters

### Productor
- 1957: The Good Companions
- 1957: Woman in a Dressing Gown
- 1965: John Goldfarb, Please Come Home
- 1965: Return from the Ashes

## Premis i nominacions

### Nominacions
- 1956: Palma d'Or per Yield to the Night
- 1957: Os d'Or per Woman in a Dressing Gown
- 1958: Os d'Or per Ice Cold in Alex
- 1959: Os d'Or per Tiger Bay
- 1960: BAFTA a la millor pel·lícula per Tiger Bay
- 1960: BAFTA a la millor pel·lícula per North West Frontier
- 1960: BAFTA a la millor pel·lícula britànica per Tiger Bay
- 1960: BAFTA a la millor pel·lícula britànica per North West Frontier
- 1962: Oscar al millor director per Els canons de Navarone
- 1962: Globus d'Or al millor director per Els canons de Navarone